# Péter András (kenus)
Péter András (Budapest, 1944. március 14. –) világbajnoki bronzérmes magyar kenus, edző. Az 1966-os síkvízi kajak-kenu világbajnokságon bronzérmet szerzett Cserha Istvánnal C-2 10000 m-en.